# Rincon (New Mexico)
Rincon is een plaats (census-designated place) in de Amerikaanse staat New Mexico, en valt bestuurlijk gezien onder Dona Ana County.

## Demografie
Bij de volkstelling in 2000 werd het aantal inwoners vastgesteld op 220.

## Geografie
Volgens het United States Census Bureau beslaat de plaats een oppervlakte van
2,7 km², geheel bestaande uit land. Rincon ligt op ongeveer 1323 m boven zeeniveau.

## Plaatsen in de nabije omgeving
De onderstaande figuur toont nabijgelegen plaatsen in een straal van 40 km rond Rincon.